# Eurythrips virginianus
Eurythrips virginianus är en insektsart som beskrevs av Ian A. Hood 1952. Eurythrips virginianus ingår i släktet Eurythrips och familjen rörtripsar. Inga underarter finns listade i Catalogue of Life.